# Jadamwola
Jadamwola – wieś w Polsce, położona w województwie małopolskim, w powiecie limanowskim, w gminie Łukowica.
W latach 1975–1998 wieś administracyjnie należała do województwa nowosądeckiego.
Liczba ludności w 2024 r. wynosiła 577 mieszkańców.
Jadamwola prawie w całości pokryta jest rozległymi sadami jabłoniowymi.

## Integralne części wsi
| SIMC    | Nazwa              | Rodzaj    |
| ------- | ------------------ | --------- |
| 0448858 | Budzyń             | część wsi |
| 0448864 | Jadamwola Druga    | część wsi |
| 0448870 | Jadamwola Pierwsza | część wsi |

## Historia
W 1293 r. pierwsza wzmianka o wsi Jadamwola noszącą wówczas nazwę Adamowa Wola.
W XVI w. właścicielem tych dóbr był Adam Uchacz, mieszczanin nowosądecki, którego uznaje się jako założyciela wsi. Mieszkańcy okolicznych miejscowości zaczęli ten majątek nazywać Wolą (Wólką?) Adama, a po przestawieniu i zmiksowaniu wyrazów z gwarą tutejszą powstała Jadamwola. Wcześniej, bo w 1383 r. pojawia się wzmianka, że właścicielami tych ziem są bracia Mikołaj i Wiesław Uchaczowie. W 1581 r. (i dalej również w wieku XVII) Adamowa Wola była w posiadaniu ubogiej szlachty Pielszów (m.in. Jakuba, i Jana) oraz nadal Uchaczów. W wieku XIX zaś większa część majątku należała do pani Stahlbergerowej.
W Jadamwoli urodził się w 1891 mjr Stanisław Stahlberger, kawaler Orderu Virtuti Militari.
Do 1935 właścicielką ziemską w Jadamwoli była Wanda Bieniaszewska z domu Reklewska.